# More to Life: The Best of Stacie Orrico
The Best of Stacie Orrico to płyta "greatest hits" piosenkarki Stacie Orrico. Płyta została wydana tylko w Japonii, a jej premiera odbyła się 28 listopada 2007. Do CD z największymi hitami Stacie dołączona jest płyta DVD zawierająca wszystkie teledyski piosenkarki.

## Utwory na płycie

### CD
1. (There's Gotta Be) More to Life
2. Stuck
3. Don't Look At Me
4. Genuine
5. Strong Enough
6. I'm Not Missing You
7. Bounce Back
8. Without Love
9. I Promise
10. Dear Friend
11. Maybe I Won't Look Back
12. Beautiful Awakening
13. So Simple (utwór dodatkowy)
14. I Could Be the One (utwór dodatkowy)

### DVD
1. Stuck (Music Video)
2. (there's gotta be) More to Life (Music Video)
3. I Promise (Music Video)
4. I Could Be the One (Music Video)
5. Everything (Music Video)
6. I'm Not Missing You (Music Video)
7. I'm Not Missing You (Version 2 Music Video)
8. So Simple (Music Video)